# Hipolimnion

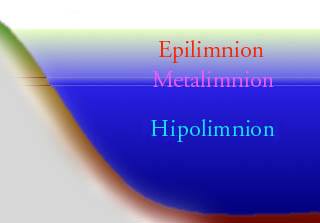
A tavak hőmérséklet szerinti rétegződési szintjei

A hipolimnion a hőmérséklet szempontjából rétegzett tavak alsó, sűrű rétege, mely a termoklin alatt helyezkedik el.
Rendszerint nyáron a hipolimnion a tó leghidegebb rétege, míg télen a legmelegebb. A réteg nyáron olyan mélységekben helyezkedik el, hogy a szél és más külső hatás nem képes keverni a vizét és rendszerint nem kap elegendő mennyiségű fényt, hogy a fotoszintézis előfordulhasson benne.
Mély, mérsékelt tavakban a hipolimnion megközelítőleg 4 °C körüliek egész évben. Alacsonyabb szélességeken a hipolimnion hőmérséklete lehet ennél jóval magasabb, általában a leghidegebb hónap középhőmérsékletével egyezik meg, így trópusokon 20 °C feletti is előfordul.

## Lásd még
- Epilimnion